# Дипхольц (район)
Дипхольц (нем. Diepholz) — район в Германии. Центр района — город Дипхольц. Район входит в землю Нижняя Саксония. Занимает площадь 1987,64 км². Население — 215 648 чел. Плотность населения — 108,4 человек/км².
Официальный код района — 03 2 51.
Район подразделяется на 47 общин.

## Города и общины
1. Бассум (16 169)
2. Дипхольц (16 562)
3. Штур (32 555)
4. Зулинген (13 287)
5. Зике (24 403)
6. Твистринген (12 535)
7. Вагенфельд (7 251)
8. Вайхе (30 355)

Управление Альтес-Амт-Лемфёрде
1. Броккум (1 081)
2. Хюде (1 062)
3. Лембрух (1 007)
4. Лемфёрде (2 901)
5. Марль (571)
6. Квернхайм (455)
7. Штемсхорн (743)

Управление Барнсторф
1. Барнсторф (6 107)
2. Дреббер (3 078)
3. Дрентведе (1 054)
4. Айдельштедт (1 914)

Управление Брухгаузен-Фильзен
1. Азендорф (3 302)
2. Брухгаузен-Фильзен (6 141)
3. Энгельн (1 159)
4. Мартфельд (2 988)
5. Шварме (2 485)
6. Зюштедт (1 561)

Управление Кирхдорф
1. Баренборстель (1 347)
2. Баренбург (1 294)
3. Фрайстат (932)
4. Кирхдорф (2 864)
5. Фаррель (1 783)
6. Верблек (860)

Управление Реден
1. Барфер (1 109)
2. Диккель (532)
3. Хемсло (625)
4. Реден (1 804)
5. Вечен (1 807)

Управление Швафёрден
1. Аффингхаузен (925)
2. Эренбург (1 661)
3. Нойенкирхен (1 158)
4. Шолен (851)
5. Швафёрден (1 505)
6. Зудвальде (1 130)

Управление Зиденбург
1. Борстель (1 381)
2. Мазен (535)
3. Меллингхаузен (1 094)
4. Зиденбург (1 301)
5. Штафхорст (590)